# Guinea-Bissau ai Giochi della XXX Olimpiade
La Guinea-Bissau partecipò ai Giochi della XXX Olimpiade, svoltisi a Londra dal 27 luglio al 12 agosto 2012, con una delegazione di 4 atleti.

## Atletica leggera
Gare maschili
| Atleta          | Gara  | Batterie | Batterie | Quarti | Quarti | Semifinali      | Semifinali      | Finale          | Finale          |
| Atleta          | Gara  | Tempo    | Pos.     | Tempo  | Pos.   | Tempo           | Pos.            | Tempo           | Pos.            |
| --------------- | ----- | -------- | -------- | ------ | ------ | --------------- | --------------- | --------------- | --------------- |
| Holder da Silva | 100 m | 10.69    | 3 Q      | 10.71  | 7      | Non qualificato | Non qualificato | Non qualificato | Non qualificato |

Gare femminili
| Atleta           | Gara  | Batterie | Batterie | Quarti | Quarti | Semifinali      | Semifinali      | Finale          | Finale          |
| Atleta           | Gara  | Tempo    | Pos.     | Tempo  | Pos.   | Tempo           | Pos.            | Tempo           | Pos.            |
| ---------------- | ----- | -------- | -------- | ------ | ------ | --------------- | --------------- | --------------- | --------------- |
| Graciela Martins | 400 m | 58.30    | 6        | N.D.   | N.D.   | Non qualificata | Non qualificata | Non qualificata | Non qualificata |

## Lotta
La Guinea-Bissau si è qualificata con due atleti nelle gare di lotta libera.
Lotta libera maschile
| Atleta         | Gara           | Qualificazioni          | Sedicesimi                 | Quarti               | Semifinale           | Ripescaggio 1        | Ripescaggio 2        | Finale               | Finale    |
| Atleta         | Gara           | Avversario Risultato    | Avversario Risultato       | Avversario Risultato | Avversario Risultato | Avversario Risultato | Avversario Risultato | Avversario Risultato | Posizione |
| -------------- | -------------- | ----------------------- | -------------------------- | -------------------- | -------------------- | -------------------- | -------------------- | -------------------- | --------- |
| Augusto Midana | 74 kg maschile | Ricardo Roberty V 3–1PP | Davit Khutsishvili P 1–3PP | Non qualificato      | Non qualificato      | Non qualificato      | Non qualificato      | Non qualificato      | 7         |

Lotta libera femminile
| Atleta          | Gara            | Qualificazioni           | Sedicesimi           | Quarti               | Semifinale           | Ripescaggio 1        | Ripescaggio 2        | Finale               | Finale    |
| Atleta          | Gara            | Avversario Risultato     | Avversario Risultato | Avversario Risultato | Avversario Risultato | Avversario Risultato | Avversario Risultato | Avversario Risultato | Posizione |
| --------------- | --------------- | ------------------------ | -------------------- | -------------------- | -------------------- | -------------------- | -------------------- | -------------------- | --------- |
| Jacira Mendonca | 63 kg femminile | Marianna Sastin P 0–3 PO | Non qualificata      | Non qualificata      | Non qualificata      | Non qualificata      | Non qualificata      | Non qualificata      | 17        |